# 指標犬

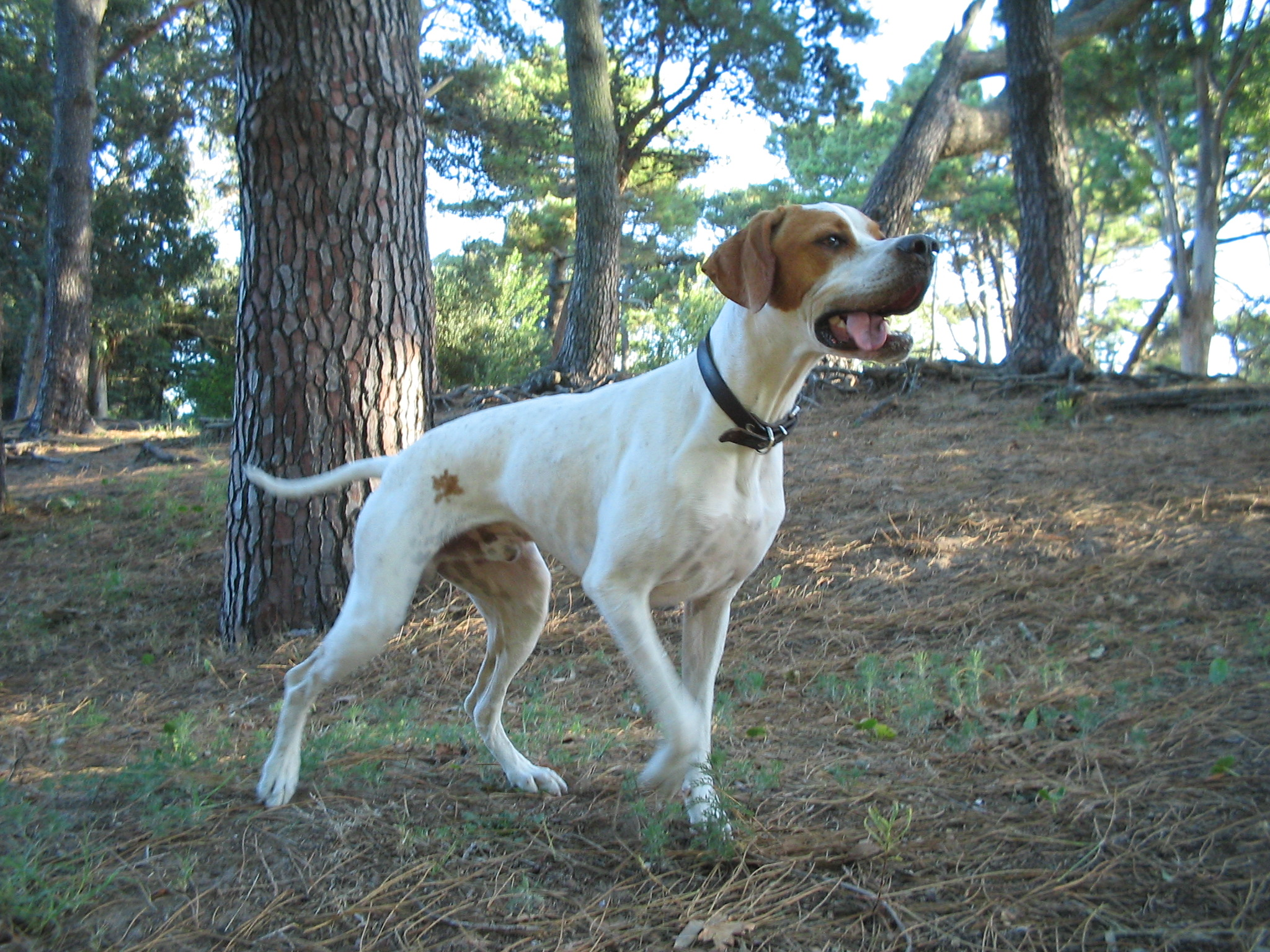
指標犬的照片

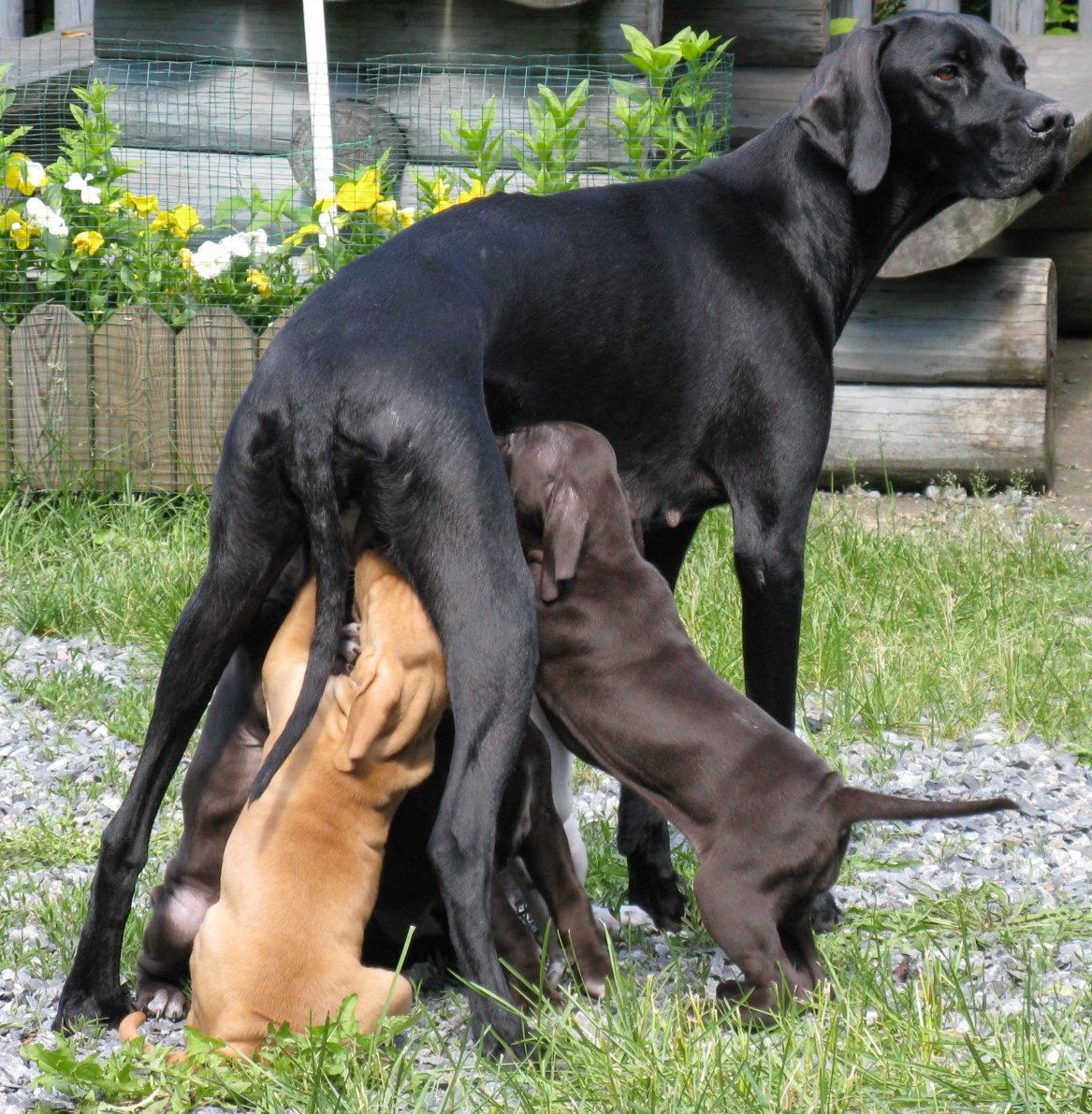
一隻純黑的指標犬、和兩隻不同顏色的幼犬

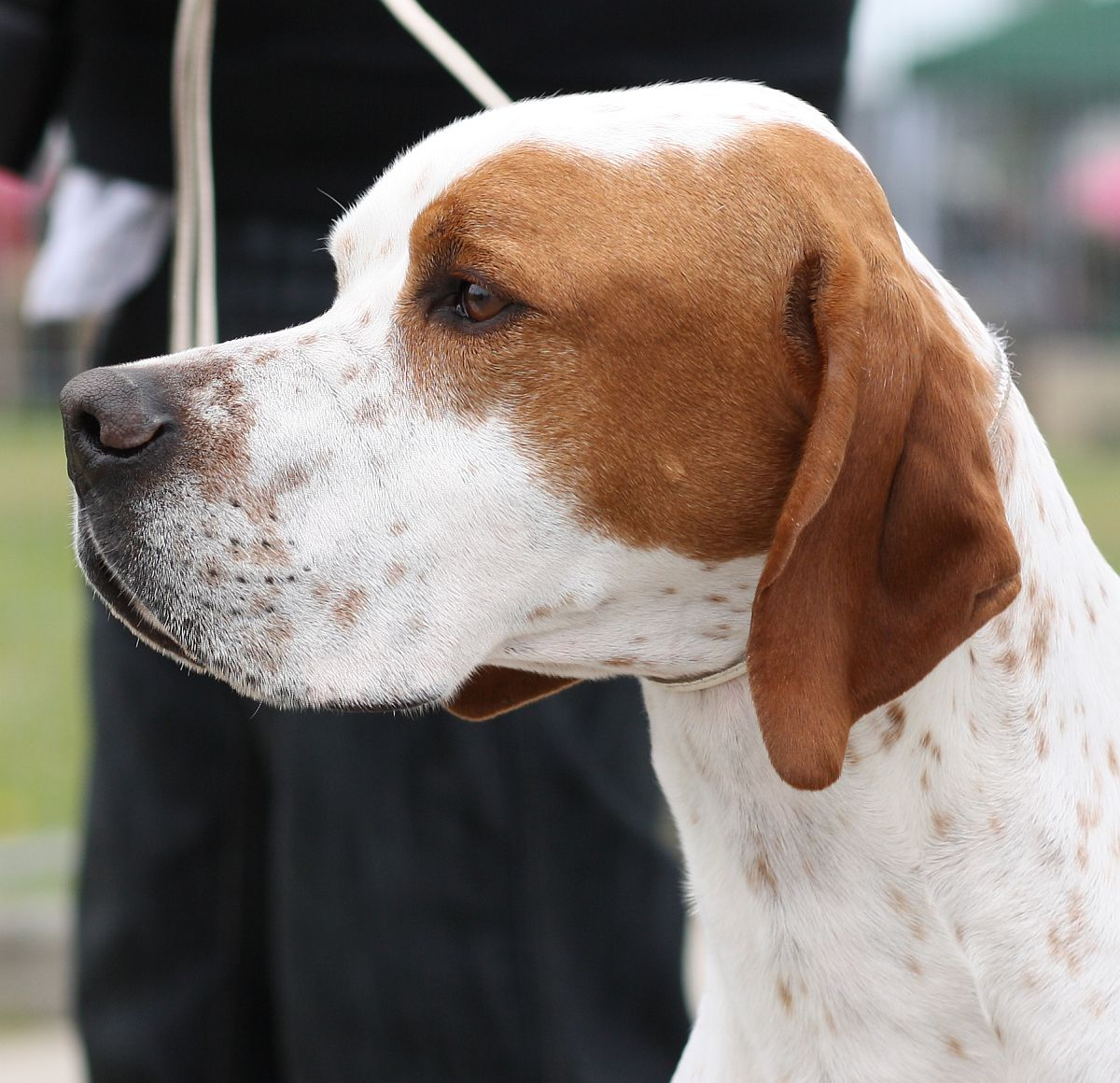
指標犬的近照

指標犬（英語：Pointer）又稱指示犬、波音達，是一種中大型的犬種。最初起源於英國，屬於獵犬的一種。

## 外观

### 被毛

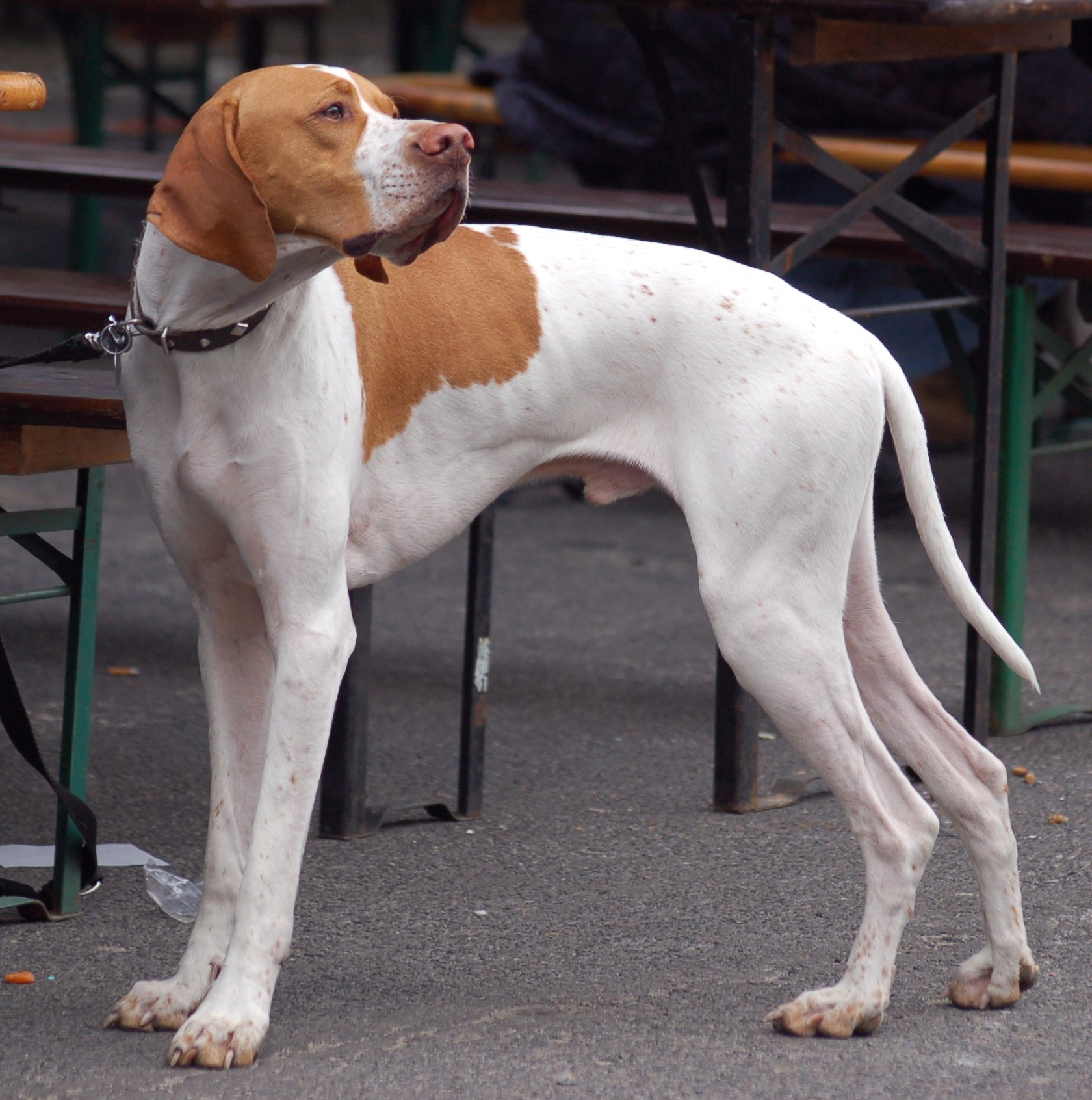
褐白相間的指標犬

指標犬的被毛一般偏短、緊密、光滑、並具有光泽。他们的被毛通常是白色，並且有著深棕色、紅棕色、淺褐色或黑色的斑点。虽然某些指標犬身上可能有着大片的斑紋；不過大部分的指標犬身上主要是白色的，伴有少數一些斑紋。
被毛為淺褐色、或白色的指標犬，通常有著肉色的鼻子。而身上的斑紋為深棕色、紅棕色、或黑色的指標犬，則通常有著深色(黑色或深棕色)的鼻子。

### 體型
指標犬的體型一般如下
| 高度 | 高度     | 體重     | 體重 |
| ---- | -------- | -------- | ---- |
| 公犬 | 60–70 cm | 25–34 kg |      |
| 母犬 | 58–66 cm | 20–30 kg |      |

## 性格
指標犬是一種性格温和、友善的動物。虽然體型偏大，只要給予足够的运动量，他們可以做為非常好的家庭宠物。指標犬十分忠心、親人、且非常聰明。他們的侵略性非常低，往往可以和其他的狗和猫處得很好。他们通常沒什麼領域性，即使陌生人經過周圍也不會有太激烈的反應。他们善於與孩子相處，很适合一般家庭生活。
指標犬幼犬很活潑好動，長腿有時显得笨拙得有些可愛。他们會向可疑的声響吠叫，但因個性極為友善而通常不作為看门狗。雖然指標犬最初是以成為猎犬而培育出的犬種；但只要有足夠的運動量，不同形式的活動都完美的適合他們。因为它们屬於善於奔跑的品种，正如所有運動犬種一般，规律的运动對他們非常重要。院子裡一个大型的籬笆是必要的，因为它们運動能力很好，且作為獵犬有時看到有趣的事物會想要跑去追逐。指標犬喜歡和家人窩在沙发或椅子上，這是因為他們喜歡成為群體裡一份子的感覺。

## 健康
根據英国养犬俱乐部的调查，指標犬的平均寿命为12.4岁。指標犬屬於基因相當穩定的品种，但純種犬因近親繁殖有時可能產生遺傳缺陷，指標犬相較可能发生的遺傳缺陷有：髋关节发育不良、樱桃眼、癫痫、过敏。

## 技能
作為一種獵犬，指標犬有敏銳的聽覺和非常好的運動能力。在狩獵時，指標犬一旦發現到獵物便會持續的進行追蹤，還會以身體和鼻子向主人指示獵物的方向。
既聰明又善於聽命令的指標犬，能夠在各式的活動上都經常有極好的表現。

## 引用
1. ↑  . American Kennel Club.   [12 September 2014]. （原始内容存档于2014-09-12）.
2. ↑  http://www.thekennelclub.org.uk/services/public/breed/display.aspx?id=2042：%5B%5D%5B%5D
3. ↑  {http://www.thekennelclub.org.uk/item/570 （页面存档备份，存于） | "Individual Breed Results for Purebred Dog Health Survey" }}
4. ↑  {https://www.ncbi.nlm.nih.gov/pmc/articles/PMC1916311%7C  "Hereditary sensory neuropathy. Nociceptive loss and acral mutilation in pointer dogs: Canine hereditary sensory neuropathy" }}